# W Persei
W Persei (W Per / HD 237008 / HIP 13262) es una estrella variable en la constelación del Perseo de magnitud aparente media +9,11.
Se localiza a poco más de 1º de Miram (η Persei) en dirección a la vecina Casiopea.
Se piensa que es miembro de la asociación estelar Perseus OB1, lo que la situaría a una distancia aproximada de 2300 parsecs —7600 años luz— del sistema solar.
W Persei es una supergigante roja de tipo espectral M4.5I con una temperatura efectiva de 3550 K.
Con un radio 620 veces más grande que el radio solar, es una supergigante de grandes dimensiones (similar a Antares o Betelgeuse), aunque su tamaño queda lejos del de VY Canis Majoris o VV Cephei, dos de las estrellas más grandes de la galaxia. El radio de W Persei equivale a 2,9 UA; si estuviese en el lugar del Sol, las órbitas de los primeros cuatro planetas —Marte inclusive— quedarían englobadas dentro de la estrella.
Consecuentemente es una estrella muy luminosa —su magnitud absoluta bolométrica es -7,1—, brillando con una luminosidad 58.000 veces superior a la del Sol.
Catalogada como una variable pulsante semirregular SRc, el brillo de W Persei varía entre magnitud +8,7 y +11,3, habiéndose detectado dos posibles períodos de 500 ± 40 días y de 2900 ± 300 días.